# 费奥多尔·伊万诺维奇·吉列诺克
费奥多尔·伊万诺维奇·吉列诺克（俄语：Фёдор Иванович Гиренок，1948年3月17日—），俄罗斯哲学家。复古先锋派人类学创始人。莫斯科国立大学教授。

## 生平
1948年生于阿尔泰边疆区阿列伊斯克。早年曾在太平洋舰队服役。1976年毕业于莫斯科国立大学哲学系，1979年毕业于同校研究生院，1980年获副博士学位。1987年获全博士学位。
1990年至1992年，担任苏联科学院社会科学情报研究所首席研究员。1992年，担任俄罗斯科学院哲学研究所首席研究员。1999年入职莫斯科国立大学，担任哲学系教授。
主要贡献是提出“复古先锋派人类学”，与霍鲁日的协同人类学、波多罗加的分析人类学并称为俄罗斯哲学人类学三大流派。